# 20 ans (chanson de Johnny Hallyday)
Singles de Johnny Hallyday
L'Attente
(2012) Un jour l'amour te trouvera
(2013)
Clip vidéo
[vidéo] « 20 ans », sur YouTube
20 ans est une chanson de Johnny Hallyday issue de son album de 2012, L'Attente. Elle sort en single maxi 45 tours en avril 2013.
En 2014, 20 ans obtient la Victoire de la musique pour la chanson originale de l'année.

## Développement et composition
20 ans est l'adaptation française par Christophe Miossec du single de David Ford (en) I'm Alright Now, paru en 2007. L'enregistrement est produit par Yvan Cassar.

## Discographie
12 novembre 2012 :
Album studio L'Attente (éditions sous divers formats CD et vinyles dont) CD-DVD Warner Music France 5310 550862
14 janvier 2013 :
CD promotionnel warner Music France : 20 ans (3:37)
20 avril 2013 (à l'occasion du disquaire day) / 3 juin 2013 (commerces)  :
Maxi 45 tours (vinyle rouge transparent, édition limitée) Warner 2564 646291 :
A. 20 ans
B. Prière pour un ami
Discographie live :
25 novembre 2013 :  Born Rocker Tour (version enregistré le 15 juin 2013 à Bercy en duo avec Florent Pagny,
2014 : Son rêve américain - Live au Beacon Theatre de New-York 2014 (sortie posthume en 2020)

## Classements
| Classement (jan.—fév. 2013)     | Meilleure position |
| ------------------------------- | ------------------ |
| Belgique (Wallonie Ultratip 50) | 10                 |
| France (SNEP)                   | 161                |
| Classement (juin 2013)          | Meilleure position |
| France (SNEP)                   | 38                 |